# Luis Morales
Luis Alfredo Morales Viego (Guanabacoa, 1931 – Bridgetown, 6 ottobre 1976) è stato uno schermidore e dirigente sportivo cubano, perito nell'esplosione del DC-8 della compagnia cubana esploso subito dopo il decollo dall’aeroporto della piccola isola di Barbados, nel Mar dei Caraibi, insieme agli atleti della nazionale giovanile di scherma.

## Palmarès
In carriera ha conseguito i seguenti risultati:
- Giochi Panamericani:

Winnipeg 1967: bronzo nel fioretto a squadre.